# Matejovce nad Hornádom (przystanek kolejowy)
Matejovce nad Hornádom – przystanek kolejowy we wsi Matejovce nad Hornádom w kraju koszyckim na linii kolejowej nr 180 na Słowacji.